# Özlem Özen

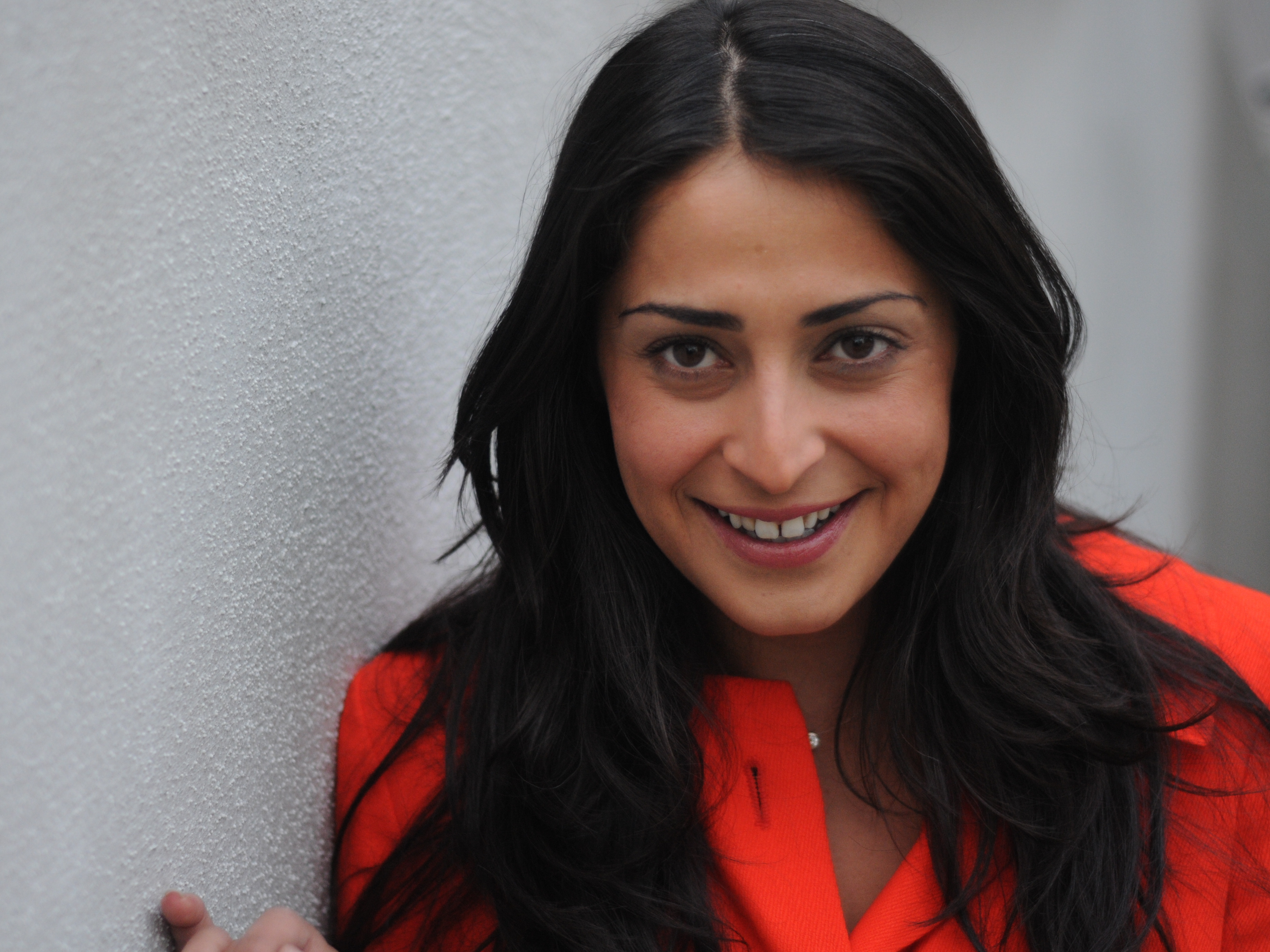
Özlem Özen

Özlem Özen (Charleroi, 4 oktober 1978) is een Belgisch politica voor de PS.

## Levensloop
Özlem Özen, die van Turkse afkomst is, behaalde het diploma van licentiaat in de rechten. Ze ging aan de slag als assistent in strafrecht en Europees strafrecht aan het Instituut voor Europese Studies van de Université libre de Bruxelles. Özen werd vervolgens advocate aan de Balie van Brussel.
Ze werd politiek actief bij de PS en kwam bij de gemeenteraadsverkiezingen van 2006 op als kandidaat in Aiseau-Presles. Ze werd verkozen tot gemeenteraadslid en wegens haar hoog aantal voorkeurstemmen werd ze direct benoemd tot schepen, bevoegd voor Cultuur, Gelijke Kansen, Communicatie, Gezondheid en Gemeentelijke Informatie. Ook na de gemeenteraadsverkiezingen van oktober 2012 kon ze schepen blijven. Ze bleef gemeenteraadslid en schepen van Aiseau-Presles tot eind 2018. Bij de gemeenteraadsverkiezingen van 2018 besloot ze zich niet meer kandidaat te stellen in Aiseau-Presles wegens de decumul van mandaten die de PS-federatie van het arrondissement Charleroi had goedgekeurd.
In 2010 werd Özen met bijna 10.000 voorkeurstemmen verkozen in de Kamer van volksvertegenwoordigers voor de kieskring Henegouwen en in de legislatuur 2010-2014 was ze lid van de commissies Justitie, Commercieel Recht en Buitenlandse Betrekkingen. In 2014 werd ze in de Kamer herkozen met bijna 12.000 voorkeurstemmen en in de nieuwe legislatuur werd ze opnieuw lid van de commissie Justitie en ook de voorzitter van de bijzondere commissie over de behandeling van seksueel misbruik en feiten van pedofilie binnen de kerk. Bij de verkiezingen van mei 2019 werd ze opnieuw herkozen als Kamerlid met ruim 10.000 voorkeurstemmen. In de legislatuur 2019-2024 was Özen voorzitter van de Kamercommissie Grondwet en Institutionele Vernieuwing.
Bij de Waalse verkiezingen van juni 2024 werd Özen vanop de tweede plaats van de PS-lijst in het arrondissement Charleroi-Thuin met bijna 6.000 stemmen verkozen in het Waals Parlement en het Parlement van de Franse Gemeenschap. Tevens werd ze als deelstaatsenator afgevaardigd naar de Senaat.
Van 2010 tot 2013 was ze eveneens ondervoorzitter van de PS-federatie van het arrondissement Charleroi en na het overlijden van Patrick Moriau was ze van 2013 tot 2014 interim-voorzitter van deze federatie.